# Дева (съзвездие)
Вижте пояснителната страница за други значения на Дева.
Дева е съзвездие, видимо от северното полукълбо. То е част от зодиака и има астрологичен знак ♍. Намира се между Лъв на изток и Везни на запад. Дева е второто по големина съзвездие след Хидра и може лесно да бъде намерено по най-ярката му звезда – Спика.
Името на съзвездието е превод от латинското му название – Virgo.

## Митология
Не е ясно какво точно представлява Девата. Тя се свързва с почти всяка изявена богиня, включително Ищар, Изида, Кибела, Дева Мария – майката на Исус и Атина. Дева се свързва също с Голямата и Малката мечка, като част от мита за Калисто, като Калисто или Хера. Персефона (която в някои митологии, най-вече в Елевзинските мистерии, е позната като Деметра) също се причислява, поради това, че съзвездието Дева е видимо предимно през пролетта, когато се вярва, че богинята излиза от подземния свят. Според някои интерпретации съзвездието изобразява Астрея – дъщеря на Зевс и Темида. Астрея е позната като богиня на справедливостта и се свързва с това съзвездие, поради наличието на блюдата на съзвездието Везни, с които управлявала света с нейната мъдрост, докато човечеството не станало коравосърдечно и тя, възмутена, се завърнала на небето.